# (35077) 1990 OT2
1990 OT2 (asteroide 35077) é um asteroide da cintura principal. Possui uma excentricidade de 0.18543350 e uma inclinação de 5.30829º.
Este asteroide foi descoberto no dia 30 de julho de 1990 por Henry E. Holt em Palomar.